# Em Busca da Felicidade (radionovela)
Em Busca da Felicidade foi uma radionovela brasileira transmitida pela Rádio Nacional em 1941, que atingiu altos índices de audiência. Era um original cubano de Leandro Blanco com adaptação de Gilberto Martins. A iniciativa de colocar a novela no ar partiu da Standard Propaganda, a agência de propaganda do Creme Dental Colgate. A agência também foi responsável pela escolha do horário matinal para a irradiação da novela. Foi a primeira história seriada radiofônica. Durou 2 anos e marcou uma época, expandindo negócios e as oportunidades artísticas brasileiras e que perduram até hoje nas novelas televisadas.
No dia 5 de junho de 1941, Aurélio Andrade anunciou ao microfone da Rádio Nacional:
"Senhoras e Senhores, o famoso Creme Dental Colgate apresenta... o primeiro capítulo da empolgante novela de Leandro Blanco, em adaptação de Gilberto Martins... Em busca da felicidade".

## Sinopse
A história era um grande drama de um casal, de classe alta, que tinha uma filha de criação. A menina era fruto de uma relação extraconjugal mantida pelo marido com a empregada, que morava na casa do casal. Em um determinado momento a menina descobre a verdade e decide morar com a mãe. A mulher procura se separar do marido e viaja para os Estados Unidos onde sofre um acidente. A menina se apaixona pelo filho do patrão, mas vê a relação impedida pelo desnível social existente entre os dois. Quando finalmente a menina vai se casar, o rapaz morre em um acidente de carro. E assim ia ocorrendo o drama, fazendo com que toda vez que um dos personagens chegasse perto da possibilidade de ser feliz algo de trágico os atingia, justificando o título: Em Busca da Felicidade.

## Elenco
A novela estreou com um cast que contava com poucos veteranos e muitos atores jovens.
- Rodolfo Mayer - Alfredo Medina, proeminente engenheiro que divide seu coração entre Anita, sua esposa e Carlota, sua amante.

- Zezé Fonseca -  Anita de Mantemar, esposa de Alfredo Medina. Sofre o drama de ter de dividir com Carlota o amor de seu marido.

- Isis de Oliveira - Alice Medina, filha de Carlota com Alfredo Medina e que foi criada por Anita como filha adotiva.

- Floriano Faissal - o Dr. Mendonça, médico de grande fama e amigo do casal Alfredo-Anita, e que tudo faz para manter a harmonia entre os dois.

- Iara Sales - Carlota Morais, vítima de um destino cruel e caprichoso, mãe verdadeira de Alice e caso amoroso de Alfredo Medina.

- Lourdes Mayer - Constança, esposa de Fonseca e mãe de Carlos. Procura impedir o casamento do filho com Alice.

- Saint-Clair Lopes - Benjamim Prates de Oliveira, o português que se apaixona por Carlota e com ela se casa, mas sofre de angústias de saber que a mulher ainda ama Alfredo.

- Luiz Tito - Carlos, filho do patrão da Anita, por quem a jovem se apaixona, mas morre tragicamente em um acidente de carro.

- Brandão Filho - Mão Leve, o ladrão que rouba uma jóia de Carlota e na prisão acaba se tornando amigo de Benjamim Prates e é por ele protegido.

- Vítor Costa - diretor, o responsável pela execução do Rádio Teatro Colgate.

- Maria Helena - a locutora e narradora que relembrava os acontecimentos dos capítulos anteriores da novela, e remarcava os argumentos que justificavam o prestígio dos produtos Colgate.

- Aurélio Andrade - locução comercial.

- Edmo do Vale - sonoplastia.